# 张曙光 (1956年12月)
张曙光（1956年12月25日—），男，江苏溧阳人，中华人民共和国铁路工程师、政治人物，原中华人民共和国铁道部副总工程师兼运输局局长。毕业于兰州交通大学车辆专业，曾經在上海、瀋陽及北京铁路局工作，在刘志军担任铁道部长时期，主持设计了中国铁路高速列车（引进技术国产化）、青藏高原客车、新一代大功率交流传动电力机车和内燃机车、客运专线系统集成等国家重大项目和超大型工程，是中国高速动车组技术的奠基人，被誉为“中国高铁第一人”，对张的功过评价类似于日本新干线列车设计者，原日本国铁技师长島秀雄。
張曙光於2011年2月28日被停职调查，於2013年9月3日因為涉嫌受贿罪而被北京市人民检察院第二分院提起公诉，於同月10日，其案件在北京市第二中级人民法院开庭审理。2014年10月17日，北京市第二中级人民法院对张曙光受贿案作出一审宣判，判处张曙光死刑，缓期兩年执行，剥夺政治权利终身，并处没收个人全部财产。

## 生平

### 早年经历
张曙光于1956年12月25日出生于江苏省溧阳县，幼年时因父亲工作调动，随家人迁至新疆生活。1982年从兰州铁道学院（现兰州交通大学）车辆专业毕业后，被分配至上海铁路局蚌埠分局蚌埠车辆段工作。他的妻子王兴也就读于兰州铁道学院。
1991年底，张曙光被调至中华人民共和国铁道部机车车辆局验收室任管理工程师，1998年升任铁道部运输局装备部客车处处长。

### 事业高峰
2003年3月，刘志军开始担任中华人民共和国铁道部部长，张曙光开始了升职之路。2003年4月，张曙光从沈阳铁路局调任，出任北京铁路局副局长。随后不到半年出任铁道部装备部副部长兼高速办副主任，负责中国高速铁路技术引进。中国高铁技术引进谈判中，担任首席谈判代表。2004年出任铁道部运输局局长兼副总工程师，号称“中国高铁第一人”。
张曙光曾表示：“中国用了短短两年左右的时间，实现了九大高铁关键技术的引进，并且完全实现国产化。中国生产的动车组，技术是中国人的，品牌是中国人的，生产是在本国生产的，价格是世界最低的。”
张曙光为中国铁路建设和发展作出了重大贡献。张曙光曾申请外观设计专利、实用新型专利，并获得2008年、2009年、2010年国家科技进步一等奖奖状、十佳全国优秀科技工作者荣誉称号。

### 在美豪宅
张曙光在美国洛杉矶拥有一套豪宅。据媒体报道称，张曙光在被抓前曾赶至美国洛杉矶，将一栋原本由他和妻子王兴共有的别墅全部转入王兴个人名下。张曙光和其妻王兴在洛杉矶购置的豪宅，占地近3万平方英尺（约合2793平方米），住房面积为4100平方英尺（约合381平方米），拥有五间卧室。该处住宅核桃市皮埃尔路688号，是张曙光和王兴早在2002年以全款购得的豪宅。1999年10月，王兴还以个人名义贷款购买洛杉矶一套34.6万美元的独栋住宅，并于次年将房屋转为和张曙光以夫妇名义共有。

### 停职调查、审判
2011年2月28日，铁道部正式宣布，张曙光被停职审查。2013年9月3日，张曙光因涉嫌受贿4755万元人民币，已被北京市人民检察院第二分院提起公诉，北京市第二中级人民法院已对此案开庭审理。
2014年10月17日，北京市第二中级人民法院对张曙光受贿案作出一审宣判，判处张曙光死刑，缓期二年执行，剥夺政治权利终身，并处没收个人全部财产。法院审理查明，张曙光在2000年至2011年间利用职务便利，为广州中车轨道交通装备股份有限公司等14家单位牟取利益，直接或者通过其情妇罗菲（另案处理）收受上述单位的负责人杨建宇等人给予的款物，共计13起，折合人民币4700余万元。案发后赃款赃物已全部追缴。此案的判决书有73页，审判时间长约40分钟。法院认为，依据相关司法解释等规定，张曙光“为铁路建设和发展作出过贡献”，不构成立功。
2017年7月25日，张曙光死刑缓期二年执行的刑罚减为无期徒刑，原判附加刑剥夺政治权利终身，并处没收个人全部财产不变。